# Хоу Цзунбинь
Хо́у Цзунби́нь (кит. упр. 侯宗宾, пиньинь Hóu Zōngbīn; январь 1929, уезд Наньхэ провинции Хэбэй — 14 ноября 2017, Пекин) — партийный и государственный деятель КНР, губернатор провинции Шэньси в 1987—1990 и секретарь региональной организации КПК провинции Хэнань в 1990—1992 годах, член ЦК КПК 13-го и 14-го созывов.

## Биография и карьера
Родился в уезде Наньхэ провинции Хэбэй (с 1949 года — в составе, специального района, позже городского округа Синтай).
В октябре 1945 года (в шестнадцатилетнем возрасте) примкнул к вооружённым силам КПК. Официально стал членом коммунистической партии в июне 1946 года.
После победы Народно-освободительной армии Китая и провозглашения Китайской Народной Республики в 1949 году получил назначение секретарём местной организации КПК в уезде Цыли юго-восточной провинции Хунань. В начале 1953 года был переведён в округ Сянтань той же провинции, а позже — в провинцию Ганьсу, где был поставлен во главе Ланьчжоуской фабрики электрооборудования.
В 1966—1969 годах участвовал в «культурной революции».
В 1983 стал заместителем губернатора провинции Ганьсу, а ещё через три года — заместителем секретаря региональной организации КПК провинции. Впоследствии Хоу Цзунбиня переводят в соседнюю провинцию Шэньси, и в 1987 году он становится вторым секретарём её провинциальной организации КПК, губернатором Шэньси и членом ЦК КПК.
В марте 1990 года был переведён с повышением в провинцию Хэнань, став секретарём Хэнаньской провинциальной организации КПК. После 1992 года продолжил работать в ЦК КПК на общегосударственном уровне, в частности, был избран зам. секретаря Центральной комиссии КПК по проверке дисциплины участвует в работе нескольких высших партийных комиссий, в частности, был заместителем секретаря Центральной комиссии КПК по проверке дисциплины. В 1998—2003 годах руководил Комитетом по внутренним и судебным делам Всекитайского собрания народных представителей 9-го созыва.
Ушёл в отставку из большой политики в конце 2003 года. На покое серьёзно занимался каллиграфией, провёл несколько персональных выставок своих работ.
Сохранял активность вплоть до конца жизни. Давая интервью в августе 2017 года, сделал заявление в поддержку анти-коррупционной кампании, объявленной Си Цзиньпином. Умер в 88-летнем возрасте, 14 ноября 2017 года, в Пекине. После официальной панихиды 18 ноября 2017 года похоронен на Революционном мемориальном кладбище Бабаошань в пекинском районе Шицзиншань.